# Psary (gromada w powiecie kieleckim)
Psary (alt. Psary Stara Wieś) – dawna gromada, czyli najmniejsza jednostka podziału terytorialnego Polskiej Rzeczypospolitej Ludowej w latach 1954–1972.
Gromady, z gromadzkimi radami narodowymi (GRN) jako organami władzy najniższego stopnia na wsi, funkcjonowały od reformy reorganizującej administrację wiejską przeprowadzonej jesienią 1954 do momentu ich zniesienia z dniem 1 stycznia 1973, tym samym wypierając organizację gminną w latach 1954–1972.
Gromadę Psary z siedzibą GRN w Psarach (Starej Wsi) utworzono – jako jedną z 8759 gromad na obszarze Polski – w powiecie kieleckim w woj. kieleckim, na mocy uchwały nr 13c/54 WRN w Kielcach z dnia 29 września 1954. W skład jednostki wszedł obszar dotychczasowej gromady Psary bez wsi Grabowo (Przydacza) ze zniesionej gminy Bodzentyn w tymże powiecie oraz lasy Świętokrzyskiego Parku Narodowego, oddziały Nr Nr 17–20, 27–30 i 63. Dla gromady ustalono 15 członków gromadzkiej rady narodowej.
Gromadę zniesiono 31 grudnia 1959, a jej obszar włączono do gromady Bodzentyn w tymże powiecie.